# 法國國鐵TGV Sud-Est列車
法國國鐵TGV Sud-Est列車（法語：SNCF TGV Sud-Est）是法國高速鐵路第一代TGV列車，由阿爾斯通建造、法國國家鐵路營運。主要运用于法国东南高速铁路。第一列火车于1978年完工，经过2年测试后于1980年投入运营。至1986年停产时共生产118组列车，并于1981年创下380km/h的最高时速纪录。

## 外部連結
- Spec Sheet （页面存档备份，存于） （法文）